# Тревьер
Тревье́р (фр. Trévières) — коммуна во Франции,  находится в регионе Нормандия, департамент Кальвадос, округ Байё, центр одноименного кантона. Расположена в 16 км к западу от Байё, в 4 км от автомагистрали N13.
Население (2018) — 919 человек. 

## Достопримечательности
- Церковь Святого Эньяна XII века, перестроенная в XIX веке
- Мельница Бо-Мулен (Le Beau Moulin) 1634 года

## Экономика
Уровень безработицы (2017) — 13,2 % (Франция в целом —  13,4 %, департамент Кальвадос — 12,5 %). 

Среднегодовой доход на 1 человека, евро (2018) — 18 940 (Франция в целом — 21 730, департамент Кальвадос — 21 490).

## Демография
Динамика численности населения, чел.

## Администрация
Пост мэра Тревьера с февраля 2016 года занимает Мирей Дюфур (Mireille Dufour).
| Период | Период | Фамилия        | Партия                         | Примечания                                                                         |
| ------ | ------ | -------------- | ------------------------------ | ---------------------------------------------------------------------------------- |
| 1971   | 1994   | Роже Жуэ       | Союз за французскую демократию | член Генерального совета департамента, член Регионального совета Верхней Нормандии |
| 1994   | 2015   | Жан-Пьер Ришар | Разные правые                  | учитель, член Генерального совета и Совета департамента                            |
| 2016   |        | Мирей Дюфур    |                                | бухгалтер                                                                          |

## Города-побратимы
- Стоукинтейнхед, Великобритания

## Галерея

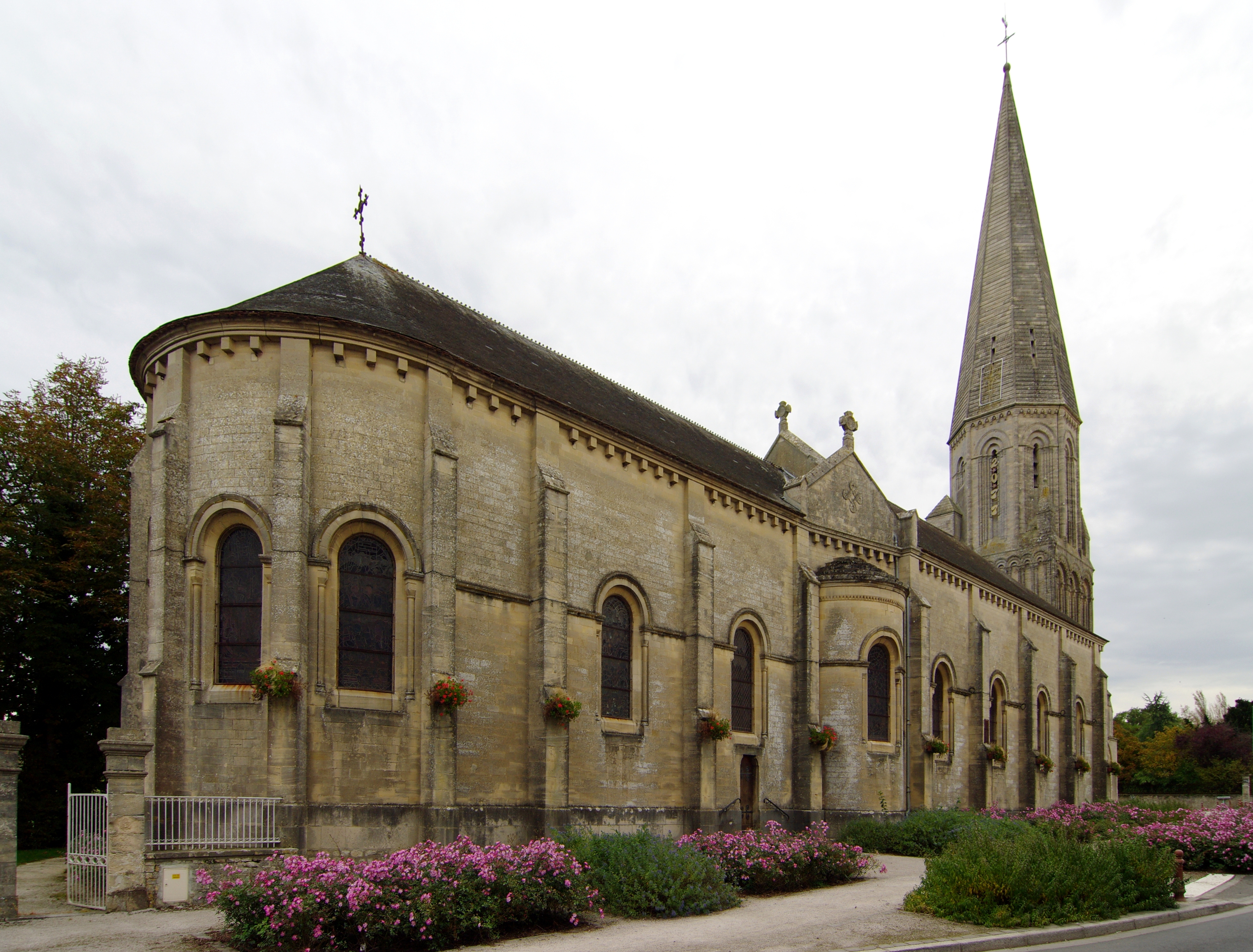
Церковь Святого Эньяна
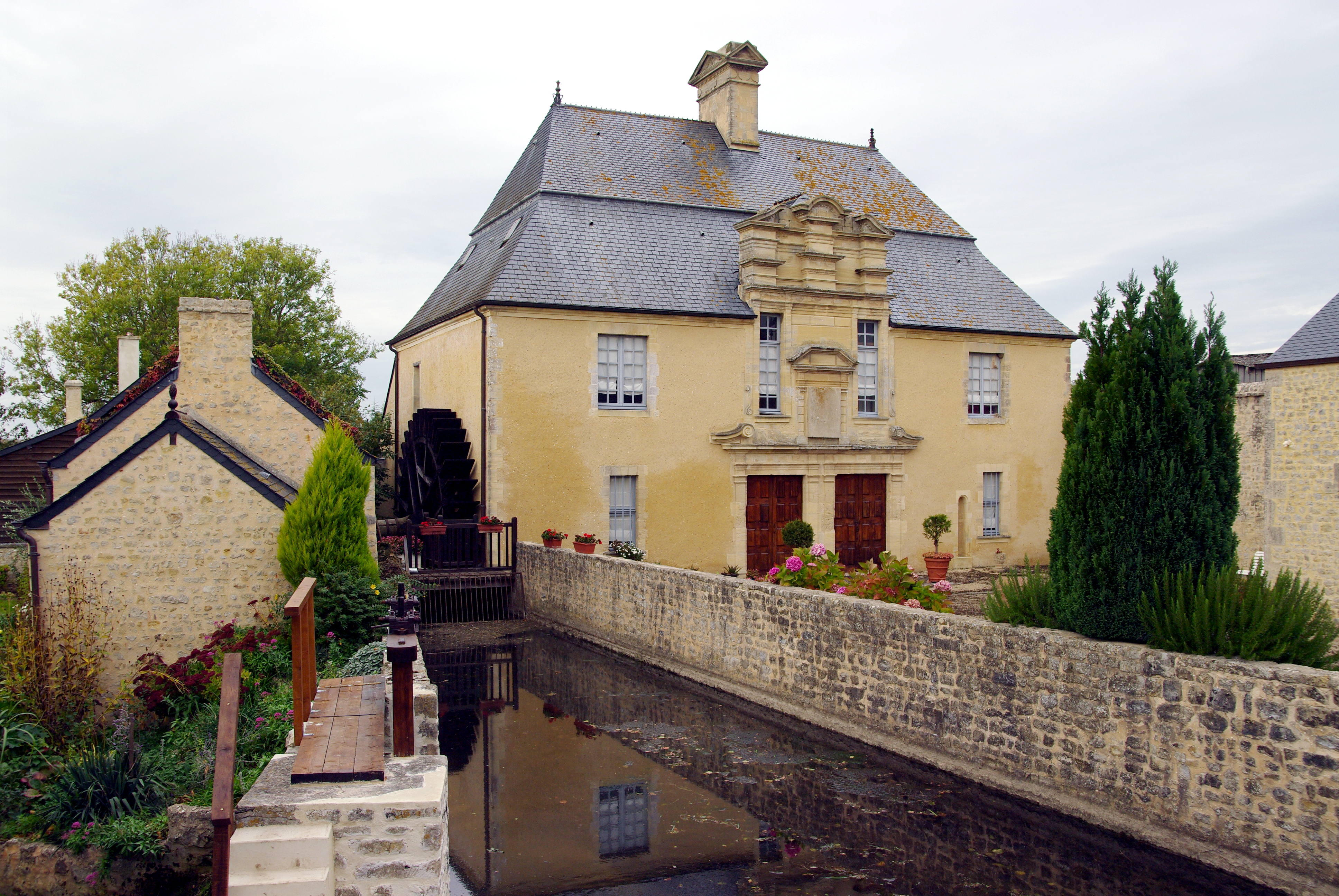
Мельница Бо-Мулен

1. 1 2  база данных о французских коммунах — Национальный географический институт Франции, 2015.